# Directive 2009/28/CE
La Directive 2009/28/CE sur les énergies renouvelables, appelée aussi « directive EnR » ou encore RED I (Renewable Energy Directive I), est une directive de l'Union européenne, partie du droit européen de l'environnement. Elle établit un objectif de 20 % pour les énergies renouvelables en 2020.

## Contexte
La directive « Énergies renouvelables » 2009/28/CE, publiée le 23 avril 2009 et transposée en droit français fixe les objectifs de chaque pays concernant la part des énergies renouvelables dans la consommation d’énergie finale. Elle prévoit également que le secteur des transports, dans chaque État, utilise au moins 10 % d'énergie produite à partir de sources renouvelables, notamment par l'usage de biocarburants. 

## Objectifs
L'objectif moyen de 20 % correspond à des objectifs différents selon les pays.
| Objectif national | part en 2005 | part en 2019 | objectif pour 2020 |
| --- | ------------ | ------------ | ------------------ |
| Allemagne | 5,8 %        | 17,4 %       | 18 %               |
| Autriche | 23,3 %       | 33,6 %       | 34 %               |
| Belgique | 2,2 %        | 9,9 %        | 13 %               |
| Bulgarie | 9,4 %        | 21,6 %       | 16 %               |
| Chypre | 2,9 %        | 13,8 %       | 13 %               |
| Danemark | 17 %         | 37,2 %       | 30 %               |
| Espagne | 8,7 %        | 18,4 %       | 20 %               |
| Estonie | 18,0 %       | 31,9 %       | 25 %               |
| Finlande | 28,5 %       | 43,1 %       | 38 %               |
| France | 10,3 %       | 17,2 %       | 23 %               |
| Grèce | 6,9 %        | 19,7 %       | 18 %               |
| Hongrie | 4,3 %        | 12,6 %       | 13 %               |
| Irlande | 3,1 %        | 12,0 %       | 16 %               |
| Islande* | 63,4 %       | 78,2 %       | 72 %               |
| Italie | 5,2 %        | 18,2 %       | 17 %               |
| Lettonie | 32,6 %       | 41,0 %       | 40 %               |
| Lituanie | 15,0 %       | 25,5 %       | 23 %               |
| Luxembourg | 0,9 %        | 7,0 %        | 11 %               |
| Malte | 0,0 %        | 8,5 %        | 10 %               |
| Norvège* | 60,1 %       | 74,6 %       | 67,5 %             |
| Pays-Bas | 2,4 %        | 8,8 %        | 14 %               |
| Pologne | 7,2 %        | 12,2 %       | 15 %               |
| Portugal | 20,5 %       | 30,6 %       | 31 %               |
| République Tchèque | 6,1 %        | 16,2 %       | 13 %               |
| Roumanie | 17,8 %       | 24,3 %       | 24 %               |
| Royaume-Uni | 1,3 %        | 12,3 %       | 15 %               |
| Slovaquie | 6,7 %        | 16,9 %       | 14 %               |
| Slovénie | 16,0 %       | 22,0 %       | 25 %               |
| Suède | 39,8 %       | 56,4 %       | 49 %               |
| * L'Islande et la Norvège, bien que n'étant pas membres de l'Union Européenne, ont tout de même soumis des plans d'action à la Commission Européenne. |              |              |                    |

Le suivi des progrès est fait sur une base bisannuelle. En 2016, onze pays ont déjà dépassé l'objectif fixé pour 2020, tandis que quatre pays (France, Irlande, Luxembourg, Pays-Bas) n'ont pas encore parcouru la moitié du chemin.

## Continuation
Une nouvelle directive prend le relai : la (UE) 2018/2001, qui relève l'objectif à 32 % en 2030.
En juillet 2021, du fait des nouvelles ambitions climatiques de l’Union exprimée dans le Pacte vert pour l’Europe, une révision de cet objectif à 40 % d’ici à 2030 a été proposée aux colégislateurs (RED II). Après l’invasion de l’Ukraine par la Russie et la crise énergétique qui en a résulté, l’UE a accepté en mai 2022 et novembre 2022 (respectivement RED III et RED IV) de réduire rapidement sa dépendance à l’égard des combustibles fossiles russes avant 2030 (plan REPowerEU : « une énergie abordable, sûre et durable pour l’Europe ») en accélérant la transition vers une énergie propre. 
La mise à jour du cadre d’action en matière d’énergies renouvelables pour 2030 et l’après 2030 est en cours de négociation.

## Compléments